# Howard Burns
Howard Burns (* 10. Juni 1939 in Aberdeen, Schottland; † 18. Februar 2025 in Lugano) war ein britischer Architekturhistoriker.

## Leben
Nach seinem Abschluss in Geschichte an der University of Cambridge lehrte Howard Burns am King’s College London und anschließend am Courtauld Institute of Art London, zudem an der Graduate School of Design der Harvard University, der University of Cambridge, der Università Iuav di Venezia (IUAV) (1995–2005) und der Scuola Normale Superiore Pisa (ab 2005).
Er galt als Experte für die Erforschung der italienischen Architektur der Renaissance, mit besonderem Augenmerk auf dem Werk von Andrea Palladio und des Palladianismus. Für seine Arbeiten wurde er mit der Ehrendoktorwürde in Architektur der Università della Svizzera italiana ausgezeichnet. Burns engagierte sich in dem Internationalen Zentrum für Architekturstudien Andrea Palladio (Centro Internazionale di Studi di Architettura Andrea Palladio CISA), dessen wissenschaftlichem Rat er seit 1995 angehörte.
Neben seinen zahlreichen Studien über Palladio hat Burns auch Werke über Filippo Brunelleschi, Leon Battista Alberti, Francesco di Giorgio Martini, Raffaello Sanzio da Urbino, Angelo Peruzzi und Giulio Romano veröffentlicht. Er kuratierte große Architekturausstellungen, darunter die letzte im Jahr 2023 im CISA über „Raffaello. Nato architetto“.
Er war Mitglied der Accademia Olimpica und der Accademia nationale di San Luca.
Burns starb am 18. Februar 2025 im Alter von 86 Jahren in Lugano.